# Hela vägen går han med mig
Hela vägen går han med mig är en ursprungligen amerikansk psalm, författad av Fanny Crosby år 1875 med titeln All the Way My Savior Leads Me och översatt till svenska av Erik Nyström år 1877. Melodin komponerades av Robert Lowry år 1875.
Gustaf Holm, sång Gunnar Blomberg, piano gjorde en insjungning i Stockholm 23 mars 1950. Den utgavs på 78- varvaren His Master's voice X 7605.

## Publicerad i
- Sånger till Lammets lof 1877 som nr 143 med titeln "Hela wägen" och referens till Femte Moseboken 32:12
- Herde-Rösten 1892 som nr 98 under rubriken "Jesu ledning och efterföljelse"
- Hemlandssånger 1891, som nr 56 under rubriken "Högtiderna".
- Svensk söndagsskolsångbok 1908 som nr 207 under rubriken "Guds barns trygghet".
- Svenska Missionsförbundets sångbok 1920 som nr 335 under rubriken "Guds barns trygghet"
- Svensk söndagsskolsångbok 1929 som nr 141 under rubriken "Guds barns glädje och trygghet"
- Segertoner 1930 som nr 386
- Sionstoner 1935 som nr 525 under rubriken "Nådens ordning: Trosliv och helgelse"
- Sånger och psalmer 1951 som nr 379 under rubriken "Trosliv. Trygghet och förtröstan".
- Sions Sånger 1951 som nr 213 1951, under "Tillägg".
- Segertoner 1960 som nr 331
- Frälsningsarméns sångbok 1968 som nr 384 under rubriken "Det Kristna Livet - Erfarenhet och vittnesbörd".
- Sions Sånger 1981 som nr 128, under rubriken "Kristlig vandel".
- Svensk Psalmbok för den evangelisk-lutherska kyrkan i Finland, 1986 nr 395 under rubriken "Tro och trygghet"
- Den svenska psalmboken 1986 som nr 252 under rubriken "Förtröstan - trygghet".